# Die Jägerin – Nach eigenem Gesetz
Die Jägerin – Nach eigenem Gesetz ist ein deutscher Fernsehfilm von 2021 nach einem Drehbuch von Robert Hummel unter der Regie von Andreas Herzog. Die Erstausstrahlung war am 13. September 2021 im Abendprogramm des ZDF. Es ist eine Folge der Krimireihe Die Jägerin.

## Handlung
Bei einem Raubüberfall kommt es zu einem Schusswechsel mit der Polizei, dabei wird eine junge Frau als Geisel genommen und anschließend ermordet. Aufgrund intensiver Fahndung unter Mithilfe der Bevölkerung können die drei Täter schon bald identifiziert und gefasst werden. Emre Topal, Marco Kretschmer und Dragan Boskov sind Mitglieder der Organisation „PitBulls“. Für Staatsanwältin Judith Schrader ist der Fall klar und sie hält die Männer eindeutig für überführt. Der Verteidigerin Andrea Marquardt gelingt es jedoch, das Gericht davon zu überzeugen, dass die Beweise nicht ausreichend sind, um das Trio zu verurteilen.
Zivilfahnder Michael Pollmann, der mit versucht hatte, den Raubüberfall zu verhindern, gibt sich eine Mitschuld am Tod des Mädchens und ist über den Freispruch ebenso schockiert wie die Staatsanwältin. Gemeinsam mit seinem Kollegen Patrick Odonkor lässt er die Mitglieder des „PitBull“-Clubs nicht mehr aus den Augen. Er ist schon länger über den Rechtsstaat frustriert und zweifelt immer mehr an dem Erfolg seiner Arbeit. Kurze Zeit später ist einer der mutmaßlichen Mörder tot, erschossen direkt im Clubgebäude. Für die Staatsanwaltschaft deutet einiges auf die gerade stattfindenden Machtkämpfe einer rivalisierenden Rockergang hin, aber Schrader würde auch Selbstjustiz nicht ausschließen.
Die Ermittler setzen alles daran, das Tötungsdelikt aufzuklären, und hoffen dadurch, auch neue Beweise gegen Dragan Boskov und seiner Täterschaft zu finden. Laut Insider-Informationen steht in Kürze ein Waffendeal an. Schrader hofft, Boskov so zur Strecke bringen zu können, doch die Ermittler werden zu einem falschen Ort gelockt, sodass sie die Waffenübergabe nicht verhindern.
Inzwischen ist Michael Pollmann verschwunden. Vieles deutet darauf hin, dass er dabei ist, das Recht in die eigenen Hände zu nehmen, um für Gerechtigkeit zu sorgen. Ein verschwundenes Schnellfeuergewehr und die Diagnose einer tödlichen Krankheit Pollmanns nähren diesen Verdacht. Er hat mittlerweile Boskov in seine Gewalt gebracht und informiert Schrader, dass Boskov eine Aussage machen „möchte“. Sie findet den gefesselten Boskov in seiner Wohnung und informiert Pollmann darüber, dass es der Polizei gelungen ist, Marco Kretschmer zu einer Aussage zu bewegen und Boskov als Mörder des Mädchens zu benennen. Zudem würde er dem LKA-Kollegen Montag in Kürze das Versteck der Tatwaffe zeigen, was den letzten Beweis der Täterschaft Boskovs bringen würde. Es stellt sich heraus, dass einer der Kollegen von Montag Interne Informationen an Boskov verraten hat. Montag kann verhindern, dass Kretschmer von diesem Polizisten erschossen wird. Pollmann solle aufgeben und Boskov den Beamten vor dem Haus übergeben. Das tut er, provoziert dann aber einen Suicide by cop, als er mit gezogener Waffe Boskovs Haus verlässt.

## Hintergrund
Es handelt sich um den zweiten Film der Krimireihe Die Jägerin aus dem Jahr 2019. Die Hauptrollen spielen Nadja Uhl als Staatsanwältin Judith Schrader und Dirk Borchardt als LKA-Mann Jochen Montag. Der Drehbuchautor Robert Hummel hat sich mit der Nebenrolle eines Kommissars mit in den Film eingebracht.
Der Film wurde vom 21. Oktober 2020 bis zum 20. November 2020 in Berlin und Brandenburg gedreht.

## Rezeption

### Einschaltquote
Die Erstausstrahlung von Die Jägerin – Nach eigenem Gesetz am 13. September 2021 wurde in Deutschland von 5,68 Millionen Zuschauern gesehen und erreichte einen Marktanteil von 20,3 Prozent für ZDF.

### Kritiken
Oliver Armknecht von film-rezensionen.de meinte: „Grundsätzlich ist die Betonung von Regeln und Gesetzen, die selbst dann gelten, wenn uns das nicht passt, natürlich schon wichtig. ‚Die Jägerin: Nach eigenem Gesetz‘ ist da quasi das Gegenstück zu den besagten Rachethrillern, die auf oft bedenkliche Weise Gewalt und Regellosigkeit glorifizieren. Richtig überzeugend ist das Ergebnis aber nicht. Zum einen wird dem Publikum nicht zugetraut, selbst einmal über den Stoff nachzudenken, weshalb es plumpe Moral per Dekret gibt. Überhaupt sind die Dialoge wie so oft, wenn deutsche Fernsehfilme etwas aussagen wollen, ziemlich konstruiert. Für einen Film, der für sich Werbung macht, indem auf umfangreiche Recherchen verwiesen wird, ist er nicht so wirklich aus dem Leben gegriffen.“
Die Kritiker der Fernsehzeitschrift TV Spielfilm äußerten: „Von der ersten bis zur letzten Minute fesselt der Film einerseits durch harte, schockierende Szenen, andererseits durch kluge Dialoge und berührende Momente. Zwischen Gewalt, Verzweiflung, Rachegedanken, Schuld und Angst fragt sich der Zuschauer bald selbst, ob es hier eigentlich einen ‚rechten‘ Weg gibt. Dass Drehbuchautor Robert Hummel detailliert zum Thema recherchiert hat, wird deutlich. Und auch wer sich nicht so für Justiz und organisierte Kriminalität interessiert, kommt hier dank Rätselraten, vielschichtiger Charaktere und eines heftigen Finales auf seine Kosten.“. Sie werteten den Film mit dem Daumen nach oben.
Thomas Gehringer urteilte für tittelbach.tv und bewertete den Film als „Harter, spannender und bewegender Fall mit klasse Hauptdarstellern, aber auch einigen Schwächen wie den dürftig gezeichneten Täter-Figuren.“
Bei Prisma.de schrieb Wilfried Geldner: „Die melancholischen Bilder der Staatsanwältin Judith Schrader (Nadja Uhl), die so oft erkennen muss, dass ihr Kampf um Gerechtigkeit vergeblich ist und das Verbrechen nicht selten mit Freisprüchen obsiegt, wird alsbald von krachenden Maschinengewehr-Salven abgelöst.“ „Die Bilder sind groß und beeindruckend, die der Regisseur Andreas Herzog wählt“ und es gelingt „die Spannung über weite Strecken hochzuhalten.“
Tilmann P. Gangloff von kino.de meinte: „Der zweite Krimi mit Nadja Uhl als Staatsanwältin im Kampf gegen das organisierte Verbrechen befasst sich mit dem Thema Selbstjustiz.“ „Sehenswert ist der sorgfältig fotografierte und mit Actionklängen unterlegte Film […] wegen der trockenen Dialoge und einiger cleverer Parallelmontagen. Ein besonderer Reiz liegt jedoch in der Kombination von Szenen wie dem effektvollen Hochspannungsauftakt auf der Berliner Rathausbrücke und den diversen Denkanstößen. […] Das Ende des Films ist erwartbar, aber dennoch bedrückend.“